# Wilhelm Lange (Mediziner, 1875)
Wilhelm Lange (* 21. Oktober 1875 in Dresden; † 12. Januar 1954 in Leipzig) war ein deutscher Hals-Nasen-Ohrenarzt.

## Leben
Lange wurde in Dresden in einer Handwerkerfamilie geboren. Er begann 1894 an der Universität Leipzig mit seinem Medizinstudium und beendetes dies auch dort mit dem Staatsexamen. Mit Studienbeginn trat er in die Studentenverbindung Studentisch-Wissenschaftlicher Verein Fridericiana (heute: Leipziger Turnerschaft Fridericiana im Coburger Convent zu Mannheim/Heidelberg) ein, die während seiner lebenslangen Mitgliedschaft zur akademischen Turnerschaft wurde.
Nach dem Studium wechselte Lange an das pathologisch-anatomische Institut des Stadtkrankenhauses in Dresden-Friedrichstadt, wo er unter der Leitung von Georg Schmorl tätig wurde.
1902 absolvierte er eine Fachausbildung bei Carl Adolf Passow in Heidelberg und als Passow im Jahr 1902 einen Ruf an die Ohrenklinik der Charité in Berlin bekam, siedelte er mit seinem Lehrer in die Reichshauptstadt um. Dort forschte er weiter an den Erkrankungen des Schläfenbeins. So publizierte er seine histopathologischen Untersuchungen und Ergebnisse zur Otosklerose und dem Cholesteatom.
Nach etwa sechs Jahren erhielt er einen Ruf als nichtplanmäßiger außerordentlicher Professor für Ohrenheilkunde an die medizinische Fakultät der Universität Greifswald. Hier wirkte er bis 1913. Es folgten Berufungen auf Lehrstühle an die Universitäten Göttingen und Bonn. Als Nachfolger von Kurd Bürckner (1853–1913), vom Wintersemester 1913/1914 an bis 1919, lehrte er als planmäßiger außerordentlicher Professor für Ohrenheilkunde und dann von 1919 bis 1922 als ordentlicher Professor an der Universität Göttingen. In Göttingen strebte Lange eine stationäre HNO-Abteilung an. Da sich diese Entwicklung verzögerte traf er eine Abmachung mit dem evangelischen Stift Neu-Bethlehem in Göttingen. Man richtete eine neun Betten große Station unter dem Dachgeschoss des Krankenhauses ein.
Von 1922 bis 1924 lehrte er als ordentlicher Professor für Ohrenheilkunde an der Universität Bonn. Hier waren seine speziellen wissenschaftlichen Interessen neben der Hals-Nasen-Ohren-Heilkunde, die spezielle pathologische Anatomie und Histologie der HNO-Krankheiten.
Ab 1924 war er Ordinarius für Ohren-, Nasen-, Halskrankheiten an der Medizinischen Fakultät der Universität in Leipzig. Dieses Amt hatte er über 27 Jahre inne, bis er mit 76 Jahren emeritiert wurde. Lange war zum 1. Mai 1933 der NSDAP beigetreten (Mitgliedsnummer 2.989.748); nach 1945 stellte er einen Antrag zur Mitgliedschaft in der Ost-CDU. Sein universitärer Nachfolger wurde im Jahre 1951 Woldemar Tonndorf (1887–1957).
Im Jahr 1940 wurde er zum Mitglied der Leopoldina gewählt.

## Schriften (Auswahl)
- Zwei Fälle von Osteomalacie. Buchhandlung Gustav Fock, Leipzig 1899.
- mit Paul Manasse und Karl Grünberg: Handbuch der pathologischen Anatomie des menschlichen Ohres. J. F. Bergmann, 1917.